# رود نومیکوس

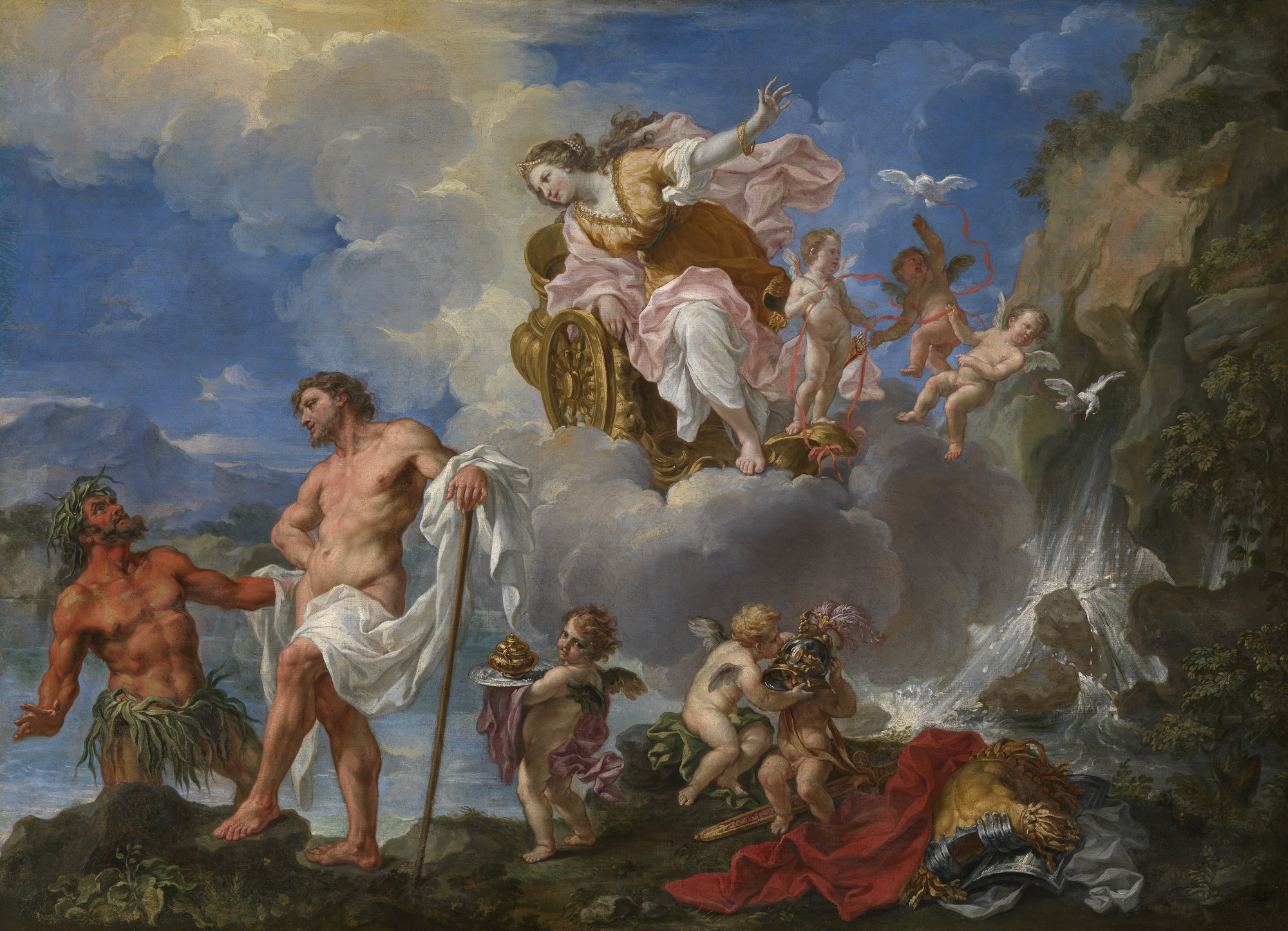
پیر لئونه قزی، تطهیر آئنیاس در رودخانه نومیسیوس

رود نومیکوس (انگلیسی: Numicus) رودخانه‌ای از لاتیوم باستانی بود که بین شهرهای لاوینیم و آردئا به دریا می‌ریخت. بر اساس اساطیر تیتوس لیویوس، آئنیاس در سواحل آن دفن شده‌است.